# Tenaturris
Tenaturris là một chi ốc biển, là động vật thân mềm chân bụng sống ở biển trong họ Conidae, họ ốc cối.

## Các loài
Các loài thuộc chi Tenaturris bao gồm:
- Tenaturris bartlettii (Dall, 1889)[2]
- Tenaturris concinna (Adams C. B., 1852)[3]
- Tenaturris decora (Smith E. A., 1882)[4]
- Tenaturris dysoni (Reeve, 1846)[5]
- Tenaturris fulgens (Smith E. A., 1888)[6]
- Tenaturris fusca (Adams C. B., 1845)[7]
- Tenaturris gemma (Smith E. A., 1884)[8]
- Tenaturris inepta (E. A. Smith, 1882)[9]
- Tenaturris janira (Dall, 1919)[10]
- Tenaturris merita (Hinds, 1843)[11]
- Tenaturris trilineata (C. B. Adams, 1845)[12]
- Tenaturris verdensis (Dall, 1919)[13]